# 万达利亚 (俄亥俄州)
万达利亚（英語：Vandalia），是美国俄亥俄州蒙哥马利县的一个城市，2010年总人口15,246，代顿国际机场位于该市境内。